# Ruta (heraldika)
A ruta gyémánt alakú, a (két függőleges) csúcsán általában hegyes szögben vagy derékszögben végződő mesteralak, mely lehet szabályos oldalú rombusz és némileg elcsúsztatott, paralelogramma, kivételesen deltoid alakú. Átmérője nagyjából azonos valamelyik oldal átmérőjével. Ha az átmérő kisebb, mint a négy oldal valamelyike, szűkebb és magasabb ruta, jön létre, mely csürlőnek [en: fusil, de: Spindel] is nevezhető.
Van egyetlen rutával ellátott pajzs (nagyruta), rutákból álló mező (rutázott), mint például Bajorország címerében, lékelt ruta, azaz ún. ablakruta, fúrt ruta stb. Leggyakrabban a harántsakkozott pajzsot is rutázottnak mondják. A német heraldikában a cölöpösen egymással szembeállított, váltakozó színű rutákal ellenrutáknak (de: Gegenrauten) nevezik.

## A ruta használata
A ruta szó előfordul a Besztercei szójegyzékben (1395 körül), "ruta: cophth" [Beszt. Szj. 718.], mint kapocs, 'fémből készült, ruhaszárnyak összefogására szolgáló (régen gyakran ékszerű) tű, csipesz, egymásba akasztható két félből álló eszköz'. A rutázott pajzs már a heraldika korai időszakaiban is kimutatható. Nagy népszerűségnek örvend a bajor heraldikában, ahol eredetileg a Wittelsbach uralkodócsalád címere volt. A rutát Gatterer és mások megkísérelték szimbolikus módon magyarázni. Általában nyílcsúcsokként értelmezték.  A ruta használata viszonylag gyakori a nyugat-európai heraldikában, miként az Gelre herold címerkönvében is megfigyelhető.
A magyar heraldikában három aranyruta van a Stojkovics család címerében (Forgon 588. l.). A Kapotsfy család címerében az "alsó osztály kék udvarában láncz formán egymásba fűzve három római kapocs rézsútos helyzetben" látható (Nagy VI. 533.). A régi német Wehrgehänge kifejezés is nagyjából a magyar római kapocsnak felel meg, melyet a pajzson harántosan átvonuló, egymással érintkező, ruta- (de: Rauten) vagy négyzetsorra (de: Wecken) használtak.

### A. Alaptípusok

Nagyruta
Három ruta
Harántnégyzetek
Monaco rutázott pajzsa
Bajorország (haránt) rutázott zászlója

### B.Megkülönböztető jegyek

#### 1. Szám

Három ruta (szabályos, 2:1-es helyzetben)
Három ablakruta (de: Fensterraute)

#### 2. Hozzáadott jegyek

##### a. Külön jegyek
A különféle vonalakkal megrajzolt lehetséges rutákra lásd még az osztóvonal címszót.

Három (kívül) ormós ablakruta harántosan
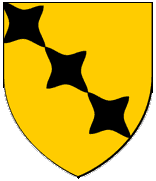
Harántos homorúruták (fr: losanges cintrés)

##### b. Helyzet

Három ablakruta harántpólyásan
Harántos nagyruta
Három ruta pólyásan (értelmezhető rutapólyaként is)
Rutapólya (de: Spindelbalken, tekinthető a pólya egyik fajtájának is). Az efféle hegyes rutákat a német heraldikában néha csürlőknek, 'orsó' (de: Spindeln) is nevezik
Két rutapólya
Rutás harántpólya (értelmezhető 3 harántpólyás helyzetű rutaként is, fr: bande de trois losanges)
Rutás ikerharántpólya (harántpólyásan elhelyezett két rutasorként is értelmezhető, fr: deux bandes de losanges, Nagy Ivánnál lánc formán egymásba fűzött két római kapocs rézsútos helyzetben)
Hermelin alapon rutás harántpólya
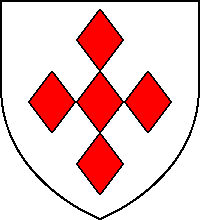
Keresztes helyzetű ruták (értelmezhető rutakeresztként is)

#### 3. Kiegészítő jegyek

##### a. Járulékos jegyek

Ablakruták
Fúrt ruták
Golyósvégű ruták

##### b. Díszítés és szerkezeti viszonyok

Pólyás helyzetű rutákkal díszített pólyák. A fő címerábrák a pólyák
Vörös-arany harántsakkozott alapon kék harántpólya. A fő mesteralak a harántpólya, a harántsakkozás kétféle borítású alap
Három ruta (harántnégyzet) harántpólyával. A fő címerábra a harántpólya (ez van felül)
Hat ablakruta mint fő címerábra
Ablakos harántnégyzetek tornagallérral (-hajtókával). A fő címerábrák az ablakruták, a tornagallér csak címerjel

##### c. Borítás

Három ormós arany ablakruta harántosan
Hermelines ruták (értelmezhető rutapólyaként is)

## Kapcsolódó szócikk
Mesteralak